# Алмиранти-Тамандаре-ду-Сул
Алмиранти-Тамандаре-ду-Сул (порт. Almirante Tamandaré do Sul)  —  муниципалитет в Бразилии, входит в штат Риу-Гранди-ду-Сул. Составная часть мезорегиона Северо-запад штата Риу-Гранди-ду-Сул. Входит в экономико-статистический  микрорегион Каразинью. Население составляет 2158 человек на 2007 год. Занимает площадь 265,368 км². Плотность населения — 9,1 чел./км².

## Статистика
- Валовой внутренний продукт на 2003 составляет 57.050.562,00 реалов (данные: Бразильский институт географии и статистики).
- Валовой внутренний продукт на душу населения на 2003 составляет 24.474,72 реалов (данные: Бразильский институт географии и статистики).